# チャールズ・ワグナー
チャールズ・ワグナー（Charles F. Wagner, 1895年3月20日 -1970年1月4日 ）は、ペンシルベニア州ピッツバーグ出身のアメリカ人電気工学者である。ウェスティングハウス・エレクトリックで働き、「電源システム工学の分野で顕著な業績を残した」ことにより、1951年にエジソンメダルを受賞した。
ワグナーは1917年にカーネギー工科大学から学士号を得、シカゴ大学で1年間大学院に通った。